# Cattedrale di Sant'Antonio di Padova (Breda)
La cattedrale di Sant'Antonio di Padova o cattedrale di Breda (in olandese Sint-Antoniuskathedraal) è la cattedrale cattolica della diocesi di Breda, si trova nella città di Breda, nei Paesi Bassi.

## Storia
La chiesa di Sant'Antonio è chiamata Waterstaatskerk, in quanto la sua costruzione è stata in gran parte pagata dal governo nazionale e realizzata sotto la supervisione di ingegneri di lavori pubblici. La chiesa fu costruita nel 1837 su progetto dell'architetto Peter Huijsers in stile neoclassico, come evidente nella facciata anteriore, dove si distinguono nettamente dal basso in alto colonne doriche, ioniche e corinzie, mentre il frontone sotto il campanile ricorda un tempio greco.
La chiesa fu elevata a cattedrale nel 1853, nel 1876 tale titolo passò alla chiesa di Santa Barbara, quindi nel 1968 alla chiesa di San Michele e infine, dal 1º gennaio 2001 la chiesa di Sant'Antonio è tornata ad essere cattedrale, su richiesta del vescovo Muskens.